# Oshkosh All-Stars 1946-1947
La stagione 1946-47 degli Oshkosh All-Stars fu la 10ª nella NBL per la franchigia.
Gli Oshkosh All-Stars vinsero la Western Division con un record di 28-16. Nei play-off vinsero il primo turno con gli Sheboygan Red Skins (3-2), perdendo poi la finale di division con i Chicago American Gears (2-0).

## Roster
| N° | Naz.                   | Ruolo | Sportivo      | Anno | Alt. | Peso |
| -- | ---------------------- | ----- | ------------- | ---- | ---- | ---- |
|    | Stati Uniti (bandiera) | AC    | Bob Carpenter | 1917 | 196  | 91   |
|    | Stati Uniti (bandiera) | AC    | Gene Englund  | 1917 | 193  | 93   |
|    | Stati Uniti (bandiera) | AC    | Leroy Edwards | 1914 | 193  | 91   |
|    | Stati Uniti (bandiera) | GA    | Jack Maddox   | 1919 | 191  | 84   |
|    | Stati Uniti (bandiera) | GA    | Eddie Riska   | 1919 | 183  | 79   |
|    | Stati Uniti (bandiera) | GA    | Ralph Vaughn  | 1918 | 185  | 79   |
|    | Stati Uniti (bandiera) | AC    | Clint Wager   | 1920 | 196  | 95   |
|    | Stati Uniti (bandiera) | GA    | Bob Sullivan  | 1921 | 183  | 82   |
|    | Stati Uniti (bandiera) | GA    | Bill McDonald | 1916 | 191  | 86   |
|    | Stati Uniti (bandiera) | A     | Billy Reed    | 1922 | 180  | 84   |
|    | Stati Uniti (bandiera) | G     | Ken Exel      | 1920 | 185  | 81   |
|    | Stati Uniti (bandiera) | GA    | Don Smith     | 1920 | 188  | 86   |
|    | Stati Uniti (bandiera) | G     | Ted Fritsch   | 1920 | 178  | 95   |
|    | Stati Uniti (bandiera) | GA    | Dutch Kramer  | 1922 | 191  |      |

## Staff tecnico
- Allenatore: Lonnie Darling